# Férfi labdarúgótorna a 2012. évi nyári olimpiai játékokon
A 2012. évi nyári olimpiai játékokon a férfi labdarúgótornát július 25. és augusztus 11. között rendezték. A FIFA alá tartozó nemzeti tagszövetségek kontinentális selejtezőtornákon vívhatták ki az olimpiára való kijutást. Nagy-Britannia a rendező jogán automatikus résztvevője volt a tornának. A tornát a mexikói csapat nyerte meg, története során először.

## Selejtezők
| Rendezvény                                | Dátum              | Helyszín         | Kvóták | Kvalifikált csapat(ok)                                        |
| ----------------------------------------- | ------------------ | ---------------- | ------ | ------------------------------------------------------------- |
| Rendező                                   |                    |                  | 1      | Nagy-Britannia (GBR)                                          |
| AFC-selejtező                             | 2012. március 14.  | –                | 3      | Dél-Korea (KOR) · Japán (JPN) · Egyesült Arab Emírségek (UAE) |
| CAF-selejtező                             | 2011. december 10. | Marokkó          | 3      | Gabon (GAB) · Marokkó (MAR) · Egyiptom (EGY)                  |
| CONCACAF-selejtező                        | 2012. április 2.   | Egyesült Államok | 2      | Mexikó (MEX) · Honduras (HON)                                 |
| 2011-es dél-amerikai ifjúsági-bajnokság   | 2011. február 12.  | Peru             | 2      | Brazília (BRA) · Uruguay (URU)                                |
| OFC-selejtező                             | 2012. március 25.  | Új-Zéland        | 1      | Új-Zéland (NZL)                                               |
| 2011-es U21-es labdarúgó-Európa-bajnokság | 2011. június 25.   | Dánia            | 3      | Spanyolország (ESP) · Svájc (SUI) · Fehéroroszország (BLR)    |
| AFC-CAF rájátszás                         | 2012. április 23.  | Nagy-Britannia   | 1      | Szenegál (SEN)                                                |
| Összesen                                  |                    |                  | 16     |                                                               |

## Játékvezetők
| Játékvezető       | Asszisztensek                            |
| AFC               | AFC                                      |
| ----------------- | ---------------------------------------- |
| Ravshan Ermatov   | Abdukhamidullo Rasulov Bahadir Kocskarov |
| Nisimura Júicsi   | Nagi Tosijuki Szagara Tóru               |
| Bakary Gassama    | Jason Damoo Angesom Ogbamariam           |
| CAF               |                                          |
| Szelím el-Zsedídi | Besír Haszáni Sherif Hassan              |
| Ben Williams      | Hakan Anaz Matthew Cream                 |
| CONCACAF          |                                          |
| Roberto García    | Alberto Morin Jose Luis Camargo          |
| Mark Geiger       | Mark Hurd Joe Fletcher                   |
| OFC               |                                          |
| Peter O'Leary     | Jan Hendrik Hintz Ravinesh Kumar         |

| Játékvezető       | Asszisztensek                            |
| UEFA              | UEFA                                     |
| ----------------- | ---------------------------------------- |
| Gianluca Rocchi   | Gianluca Cariolato Elenito Di Liberatore |
| Mark Clattenburg  | Stephen Child Simon Beck                 |
| Pavel Královec    | Antonin Kordula Martin Wilczek           |
| Svein Oddvar Moen | Kim Haglund Frank Andas                  |
| Felix Brych       | Mark Borsch Stefan Lupp                  |
| CONMEBOL          |                                          |
| Raúl Orosco       | Efrain Castro Arol Valda                 |
| Wilmar Roldán     | Eduardo Diaz Humberto Clavijo            |
| Juan Soto         | Carlos Lopez Jorge Urrego                |

## Eredmények
A csoportkörben minden csapat a másik három csapattal egy-egy mérkőzést játszik, így összesen 6 mérkőzésre kerül sor mind a négy csoportban. A csoportokból az első két helyezett jut tovább a negyeddöntőbe. Minden csoportban az utolsó két mérkőzést azonos időpontban játsszák.

### Csoportkör
| Jelmagyarázat                                                     |
| ----------------------------------------------------------------- |
| A csoportok első és második helyezettje bejutott a negyeddöntőbe. |
| A csoportok harmadik és negyedik helyezettje kiesett.             |

#### A csoport
| Csapat                        | M | Gy | D | V | Rg | Kg | Gk | P |
| ----------------------------- | - | -- | - | - | -- | -- | -- | - |
| Nagy-Britannia (GBR)          | 3 | 2  | 1 | 0 | 5  | 2  | +3 | 7 |
| Szenegál (SEN)                | 3 | 1  | 2 | 0 | 4  | 2  | +2 | 5 |
| Uruguay (URU)                 | 3 | 1  | 0 | 2 | 2  | 4  | –2 | 3 |
| Egyesült Arab Emírségek (UAE) | 3 | 0  | 1 | 2 | 3  | 6  | –3 | 1 |

| 2012. július 26. 17:00 (18:00) |

| Egyesült Arab Emírségek (UAE) | 1–2               | Uruguay (URU)           |
| ----------------------------- | ----------------- | ----------------------- |
| Matar 23'                     | (1–1) Jegyzőkönyv | Ramírez 42' Lodeiro 56' |

| Old Trafford, Manchester Nézőszám: 51 745 Játékvezető: Peter O’Leary (új-zélandi) |

| 2012. július 26. 20:00 (21:00) |

| Nagy-Britannia (GBR) | 1–1               | Szenegál (SEN) |
| -------------------- | ----------------- | -------------- |
| Bellamy 20'          | (1–0) Jegyzőkönyv | Konaté 82'     |

| Old Trafford, Manchester Nézőszám: 72 176 Játékvezető: Ravshan Ermatov (üzbég) |

| 2012. július 29. 17:00 (18:00) |

| Szenegál (SEN)        | 2–0               | Uruguay (URU) |
| --------------------- | ----------------- | ------------- |
| Konaté 10' 37' Ba 30′ | (2–0) Jegyzőkönyv |               |

| Wembley Stadion, London Nézőszám: 75 093 Játékvezető: Felix Brych (német) |

| 2012. július 29. 19:45 (20:45) |

| Nagy-Britannia (GBR)                 | 3–1               | Egyesült Arab Emírségek (UAE) |
| ------------------------------------ | ----------------- | ----------------------------- |
| Giggs 16' Sinclair 73' Sturridge 76' | (1–0) Jegyzőkönyv | R. Ísza 60'                   |

| Wembley Stadion, London Nézőszám: 85 137 Játékvezető: Roberto García (mexikói) |

| 2012. augusztus 1. 19:45 (20:45) |

| Szenegál (SEN) | 1–1               | Egyesült Arab Emírségek (UAE) |
| -------------- | ----------------- | ----------------------------- |
| Konaté 49'     | (0–1) Jegyzőkönyv | Matar 21'                     |

| Ricoh Arena, Coventry Nézőszám: 28 652 Játékvezető: Svein Oddvar Moen (norvég) |

| 2012. augusztus 1. 19:45 (20:45) |

| Nagy-Britannia (GBR) | 1–0               | Uruguay (URU) |
| -------------------- | ----------------- | ------------- |
| Sturridge 45+1'      | (1–0) Jegyzőkönyv |               |

| Millennium Stadion, Cardiff Nézőszám: 70 438 Játékvezető: Nisimura Júicsi (japán) |

#### B csoport
| Csapat          | M | Gy | D | V | Rg | Kg | Gk | P |
| --------------- | - | -- | - | - | -- | -- | -- | - |
| Mexikó (MEX)    | 3 | 2  | 1 | 0 | 3  | 0  | +3 | 7 |
| Dél-Korea (KOR) | 3 | 1  | 2 | 0 | 2  | 1  | +1 | 5 |
| Gabon (GAB)     | 3 | 0  | 2 | 1 | 1  | 3  | –2 | 2 |
| Svájc (SUI)     | 3 | 0  | 1 | 2 | 2  | 4  | –2 | 1 |

| 2012. július 26. 14:30 (15:30) |

| Mexikó (MEX) | 0–0         | Dél-Korea (KOR) |
| ------------ | ----------- | --------------- |
|              | Jegyzőkönyv |                 |

| St James’ Park, Newcastle Nézőszám: 15 748 Játékvezető: Szelím el-Zsedídi (tunéziai) |

| 2012. július 26. 17:15 (18:15) |

| Gabon (GAB)    | 1–1               | Svájc (SUI)                         |
| -------------- | ----------------- | ----------------------------------- |
| Aubameyang 45' | (1–1) Jegyzőkönyv | Mehmedi 5' (11-esből) Buff 32′, 78′ |

| St James’ Park, Newcastle Nézőszám: 15 748 Játékvezető: Wilmar Roldán (kolumbiai) |

| 2012. július 29. 14:30 (15:30) |

| Mexikó (MEX)                    | 2–0               | Gabon (GAB)      |
| ------------------------------- | ----------------- | ---------------- |
| dos Santos 63' 90+1' (11-esből) | (0–0) Jegyzőkönyv | Ndong 50′, 90+1′ |

| Ricoh Arena, Coventry Nézőszám: 28 171 Játékvezető: Ben Williams (ausztrál) |

| 2012. július 29. 17:15 (18:15) |

| Dél-Korea (KOR)                 | 2–1               | Svájc (SUI)  |
| ------------------------------- | ----------------- | ------------ |
| Pak Csujong 57' Kim Bokjong 64' | (0–0) Jegyzőkönyv | Emeghara 60' |

| Ricoh Arena, Coventry Nézőszám: 30 114 Játékvezető: Raúl Orosco (bolíviai) |

| 2012. augusztus 1. 17:00 (18:00) |

| Mexikó (MEX) | 1–0               | Svájc (SUI) |
| ------------ | ----------------- | ----------- |
| Peralta 69'  | (0–0) Jegyzőkönyv |             |

| Millennium Stadion, Cardiff Nézőszám: 50 000 Játékvezető: Ravshan Ermatov (üzbég) |

| 2012. augusztus 1. 17:00 (18:00) |

| Dél-Korea (KOR) | 0–0         | Gabon (GAB) |
| --------------- | ----------- | ----------- |
|                 | Jegyzőkönyv |             |

| Wembley Stadion, London Nézőszám: 76 927 Játékvezető: Pavel Královec (cseh) |

#### C csoport
| Csapat                 | M | Gy | D | V | Rg | Kg | Gk | P |
| ---------------------- | - | -- | - | - | -- | -- | -- | - |
| Brazília (BRA)         | 3 | 3  | 0 | 0 | 9  | 3  | +6 | 9 |
| Egyiptom (EGY)         | 3 | 1  | 1 | 1 | 6  | 5  | +1 | 4 |
| Fehéroroszország (BLR) | 3 | 1  | 0 | 2 | 3  | 6  | –3 | 3 |
| Új-Zéland (NZL)        | 3 | 0  | 1 | 2 | 1  | 5  | –4 | 1 |

| 2012. július 26. 19:45 (20:45) |

| Fehéroroszország (BLR) | 1–0               | Új-Zéland (NZL) |
| ---------------------- | ----------------- | --------------- |
| Baha 45'               | (1–0) Jegyzőkönyv |                 |

| Ricoh Arena, Coventry Nézőszám: 14 457 Játékvezető: Bakary Gassama (gambiai) |

| 2012. július 26. 19:45 (20:45) |

| Brazília (BRA)                   | 3–2               | Egyiptom (EGY)            |
| -------------------------------- | ----------------- | ------------------------- |
| Rafael 16' Damião 26' Neymar 30' | (3–0) Jegyzőkönyv | Aboutrika 52' Szallah 76' |

| Millennium Stadion, Cardiff Nézőszám: 26 812 Játékvezető: Gianluca Rocchi (olasz) |

| 2012. július 29. 12:00 (13:00) |

| Egyiptom (EGY) | 1–1               | Új-Zéland (NZL) |
| -------------- | ----------------- | --------------- |
| Szallah 40'    | (1–1) Jegyzőkönyv | Wood 17'        |

| Old Trafford, Manchester Nézőszám: 50 050 Játékvezető: Mark Clattenburg (Angol) |

| 2012. július 29. 15:00 (16:00) |

| Brazília (BRA)                  | 3–1               | Fehéroroszország (BLR) |
| ------------------------------- | ----------------- | ---------------------- |
| Pato 15' Neymar 65' Oscar 90+3' | (1–1) Jegyzőkönyv | Bressan 8'             |

| Old Trafford, Manchester Nézőszám: 66 212 Játékvezető: Nisimura Júicsi (japán) |

| 2012. augusztus 1. 14:30 (15:30) |

| Brazília (BRA)                                        | 3–0               | Új-Zéland (NZL) |
| ----------------------------------------------------- | ----------------- | --------------- |
| Danilo 23' Damião 29' Sandro 52' Alex Sandro 71′, 76′ | (2–0) Jegyzőkönyv |                 |

| St James’ Park, Newcastle Nézőszám: 25 201 Játékvezető: Bakary Gassama (gambiai) |

| 2012. augusztus 1. 14:30 (15:30) |

| Egyiptom (EGY)                       | 3–1               | Fehéroroszország (BLR) |
| ------------------------------------ | ----------------- | ---------------------- |
| Szallah 56' Mohsen 73' Aboutrika 79' | (0–0) Jegyzőkönyv | Varankov 87'           |

| Hampden Park, Glasgow Nézőszám: 8732 Játékvezető: Roberto García (mexikói) |

#### D csoport
| Csapat              | M | Gy | D | V | Rg | Kg | Gk | P |
| ------------------- | - | -- | - | - | -- | -- | -- | - |
| Japán (JPN)         | 3 | 2  | 1 | 0 | 2  | 0  | +2 | 7 |
| Honduras (HON)      | 3 | 1  | 2 | 0 | 3  | 2  | +1 | 5 |
| Marokkó (MAR)       | 3 | 0  | 2 | 1 | 2  | 3  | −1 | 2 |
| Spanyolország (ESP) | 3 | 0  | 1 | 2 | 0  | 2  | −2 | 1 |

| 2012. július 26. 12:00 (13:00) |

| Honduras (HON)              | 2–2               | Marokkó (MAR)                       |
| --------------------------- | ----------------- | ----------------------------------- |
| Bengtson 56' 65' (11-esből) | (0–1) Jegyzőkönyv | Barrada 39' Labyad 67' Bergdich 72′ |

| Hampden Park, Glasgow Nézőszám: 23 421 Játékvezető: Pavel Královec (cseh) |

| 2012. július 26. 14:45 (15:45) |

| Spanyolország (ESP) | 0–1               | Japán (JPN) |
| ------------------- | ----------------- | ----------- |
| I. Martínez 41′     | (0–1) Jegyzőkönyv | Ócu 34'     |

| Hampden Park, Glasgow Nézőszám: 37 726 Játékvezető: Mark Geiger (amerikai) |

| 2012. július 29. 17:00 (18:00) |

| Japán (JPN) | 1–0               | Marokkó (MAR) |
| ----------- | ----------------- | ------------- |
| Nagai 84'   | (0–0) Jegyzőkönyv |               |

| St James’ Park, Newcastle Nézőszám: 24 936 Játékvezető: Svein Oddvar Moen (norvég) |

| 2012. július 29. 19:45 (20:45) |

| Spanyolország (ESP) | 0–1               | Honduras (HON) |
| ------------------- | ----------------- | -------------- |
|                     | (0–1) Jegyzőkönyv | Bengtson 7'    |

| St James’ Park, Newcastle Nézőszám: 26 523 Játékvezető: Juan Soto (venezuelai) |

| 2012. augusztus 1. 17:00 (18:00) |

| Japán (JPN) | 0–0         | Honduras (HON) |
| ----------- | ----------- | -------------- |
|             | Jegyzőkönyv |                |

| Ricoh Arena, Coventry Nézőszám: 25 862 Játékvezető: Slim Jedidi (tunéziai) |

| 2012. augusztus 1. 17:00 (18:00) |

| Spanyolország (ESP) | 0–0         | Marokkó (MAR) |
| ------------------- | ----------- | ------------- |
|                     | Jegyzőkönyv |               |

| Old Trafford, Manchester Nézőszám: 35 973 Játékvezető: Ben Williams (ausztrál) |

### Egyenes kieséses szakasz
|  |              |                      |                |                |   |                 |                 |                 |                 |               |               |       |       |
|  | Negyeddöntők | Negyeddöntők         | Negyeddöntők   |                |   | Elődöntők       | Elődöntők       | Elődöntők       |                 |               | Döntő         | Döntő | Döntő |
|  | Negyeddöntők | Negyeddöntők         | Negyeddöntők   |                |   | Elődöntők       | Elődöntők       | Elődöntők       |                 |               | Döntő         | Döntő | Döntő |
|  | augusztus 4. |                      |                |                |   |                 |                 |                 |                 |               |               |       |       |
|  |              |                      |                |                |   |                 |                 |                 |                 |               |               |       |       |
|  | A1           | Nagy-Britannia (GBR) | 1 (4)          |                |   |                 |                 |                 |                 |               |               |       |       |
|  | A1           | Nagy-Britannia (GBR) | 1 (4)          | augusztus 7.   |   |                 |                 |                 |                 |               |               |       |       |
|  | B2           | Dél-Korea (KOR)      | 1 (5)          |                |   |                 |                 |                 |                 |               |               |       |       |
|  | B2           | Dél-Korea (KOR)      | 1 (5)          |                |   | Dél-Korea (KOR) | Dél-Korea (KOR) | 0               |                 |               |               |       |       |
|  | augusztus 4. |                      |                |                |   | Dél-Korea (KOR) | Dél-Korea (KOR) | 0               |                 |               |               |       |       |
|  |              |                      | Brazília (BRA) | Brazília (BRA) | 3 |                 |                 |                 |                 |               |               |       |       |
|  | C1           | Brazília (BRA)       | Brazília (BRA) | Brazília (BRA) | 3 | 3               |                 |                 |                 |               |               |       |       |
|  | C1           | Brazília (BRA)       |                |                |   | 3               | augusztus 11.   |                 |                 |               |               |       |       |
|  | D2           | Honduras (HON)       | 2              |                |   |                 |                 |                 |                 |               |               |       |       |
|  | D2           | Honduras (HON)       | 2              |                |   | Brazília (BRA)  | Brazília (BRA)  | 1               |                 |               |               |       |       |
|  | augusztus 4. |                      |                |                |   | Brazília (BRA)  | Brazília (BRA)  | 1               |                 |               |               |       |       |
|  |              |                      | Mexikó (MEX)   | Mexikó (MEX)   | 2 |                 |                 |                 |                 |               |               |       |       |
|  | D1           | Mexikó (MEX)         | Mexikó (MEX)   | Mexikó (MEX)   | 2 | 4               |                 |                 |                 |               |               |       |       |
|  | D1           | Mexikó (MEX)         | augusztus 7.   |                |   | 4               |                 |                 |                 |               |               |       |       |
|  | A2           | Szenegál (SEN)       | 2              |                |   |                 |                 |                 |                 |               |               |       |       |
|  | A2           | Szenegál (SEN)       | 2              |                |   | Mexikó (MEX)    | Mexikó (MEX)    | 3               | Bronzmérkőzés   | Bronzmérkőzés | Bronzmérkőzés |       |       |
|  | augusztus 4. |                      |                |                |   | Mexikó (MEX)    | Mexikó (MEX)    | 3               | Bronzmérkőzés   | Bronzmérkőzés | Bronzmérkőzés |       |       |
|  |              |                      | Japán (JPN)    | Japán (JPN)    | 1 |                 |                 | augusztus 10.   | augusztus 10.   | augusztus 10. |               |       |       |
|  | B1           | Japán (JPN)          | Japán (JPN)    | Japán (JPN)    | 1 | 3               |                 | augusztus 10.   | augusztus 10.   | augusztus 10. |               |       |       |
|  | B1           | Japán (JPN)          |                |                |   |                 |                 | Dél-Korea (KOR) | Dél-Korea (KOR) | 2             |               |       |       |
|  | C2           | Egyiptom (EGY)       | 0              |                |   |                 |                 | Dél-Korea (KOR) | Dél-Korea (KOR) | 2             |               |       |       |
|  | C2           | Egyiptom (EGY)       | 0              |                |   | Japán (JPN)     | Japán (JPN)     | 0               |                 |               |               |       |       |
|  |              |                      |                |                |   | Japán (JPN)     | Japán (JPN)     | 0               |                 |               |               |       |       |

#### Negyeddöntők
| 2012. augusztus 4. 12:00 (13:00) |

| Japán (JPN)                  | 3–0               | Egyiptom (EGY) |
| ---------------------------- | ----------------- | -------------- |
| Nagai 14' Josida 78' Ócu 83' | (1–0) Jegyzőkönyv | Samir 41′      |

| Old Trafford, Manchester Nézőszám: 70 772 Játékvezető: Mark Geiger (amerikai) |

| 2012. augusztus 4. 14:30 (15:30) |

| Mexikó (MEX)                                        | 4–2 (h. u.)                 | Szenegál (SEN)       |
| --------------------------------------------------- | --------------------------- | -------------------- |
| Enríquez 10' Aquino 62' dos Santos 98' Herrera 109' | (1–0, 2–2, 3–0) Jegyzőkönyv | Konaté 69' Baldé 76' |

| Wembley Stadion, London Nézőszám: 81 855 Játékvezető: Mark Clattenburg (Angol) |

| 2012. augusztus 4. 17:00 (18:00) |

| Brazília (BRA)                       | 3–2               | Honduras (HON)                                                |
| ------------------------------------ | ----------------- | ------------------------------------------------------------- |
| Damião 38' 60' Neymar 50' (11-esből) | (1–1) Jegyzőkönyv | Martínez 12' Espinoza 48' Crisanto 32′, 33′ Espinoza 25′, 90′ |

| St James’ Park, Newcastle Nézőszám: 42 166 Játékvezető: Felix Brych (német) |

| 2012. augusztus 4. 19:30 (20:30) |

| Nagy-Britannia (GBR)                    | 1–1 (h. u.)                 | Dél-Korea (KOR)                                                 |
| --------------------------------------- | --------------------------- | --------------------------------------------------------------- |
| Ramsey 36' (11-esből)                   | (1–1, 1–1, 1–1) Jegyzőkönyv | Csi Dongvon 29'                                                 |
| Büntetőpárbaj                           |                             |                                                                 |
| Ramsey Cleverley Dawson Giggs Sturridge | 4–5                         | Ku Dzsacshol Pek Szongdong Hvang Szokho Pak Csongu Ki Szongjong |

| Millennium Stadion, Cardiff Nézőszám: 70 171 Játékvezető: Wilmar Roldán (kolumbiai) |

#### Elődöntők
| 2012. augusztus 7. 17:00 (18:00) |

| Mexikó (MEX)                        | 3–1               | Japán (JPN) |
| ----------------------------------- | ----------------- | ----------- |
| Fabián 31' Peralta 65' Cortés 90+3' | (1–1) Jegyzőkönyv | Ócu 12'     |

| Wembley Stadion, London Nézőszám: 82 372 Játékvezető: Gianluca Rocchi (olasz) |

| 2012. augusztus 7. 19:45 (20:45) |

| Dél-Korea (KOR) | 0–3               | Brazília (BRA)            |
| --------------- | ----------------- | ------------------------- |
|                 | (0–1) Jegyzőkönyv | Rômulo 38' Damião 57' 64' |

| Old Trafford, Manchester Nézőszám: 69 389 Játékvezető: Pavel Královec (cseh) |

#### Bronzmérkőzés
| 2012. augusztus 10. 19:45 (20:45) |

| Dél-Korea (KOR)                  | 2–0               | Japán (JPN) |
| -------------------------------- | ----------------- | ----------- |
| Pak Csujong 38' Ku Dzsacshol 57' | (1–0) Jegyzőkönyv |             |

| Millennium Stadion, Cardiff Játékvezető: Ravshan Ermatov (üzbég) |

#### Döntő
| 2012. augusztus 11. 15:00 (16:00) |

| Brazília (BRA) | 1–2               | Mexikó (MEX)   |
| -------------- | ----------------- | -------------- |
| Hulk 90+1'     | (0–1) Jegyzőkönyv | Peralta 1' 75' |

| Wembley Stadion, London Nézőszám: 86 162 Játékvezető: Mark Clattenburg (angol) |

| A 2012. évi nyári olimpiai játékok férfi labdarúgótornájának olimpiai bajnoka |
| · MEXIKÓ · 1. cím                                                             |
| ----------------------------------------------------------------------------- |

### Végeredmény
Az 5–16. helyezettek sorrendjének megállapítása az alábbi pontok alapján készült:
1. több szerzett pont (a 11-esekkel eldöntött találkozók a hosszabbítást követő eredménnyel, döntetlenként vannak feltüntetve)
2. jobb gólkülönbség
3. több szerzett gól

| Helyezés | Nemzet                        | M | Gy | D | V | G+ | G– | Gk | P  |
| -------- | ----------------------------- | - | -- | - | - | -- | -- | -- | -- |
| Arany    | Mexikó (MEX)                  | 6 | 5  | 1 | 0 | 12 | 4  | +8 | 16 |
| Ezüst    | Brazília (BRA)                | 6 | 5  | 0 | 1 | 16 | 7  | +9 | 15 |
| Bronz    | Dél-Korea (KOR)               | 6 | 2  | 3 | 1 | 5  | 5  | 0  | 9  |
| 4.       | Japán (JPN)                   | 6 | 3  | 1 | 2 | 6  | 5  | +1 | 10 |
|          |                               |   |    |   |   |    |    |    |    |
| 5.       | Nagy-Britannia (GBR)          | 4 | 2  | 2 | 0 | 6  | 3  | +3 | 8  |
| 6.       | Szenegál (SEN)                | 4 | 1  | 2 | 1 | 6  | 6  | 0  | 5  |
| 7.       | Honduras (HON)                | 4 | 1  | 2 | 1 | 5  | 5  | 0  | 5  |
| 8.       | Egyiptom (EGY)                | 4 | 1  | 1 | 2 | 6  | 8  | −2 | 4  |
|          |                               |   |    |   |   |    |    |    |    |
| 9.       | Uruguay (URU)                 | 3 | 1  | 0 | 2 | 2  | 4  | −2 | 3  |
| 10.      | Fehéroroszország (BLR)        | 3 | 1  | 0 | 2 | 3  | 6  | −3 | 3  |
| 11.      | Marokkó (MAR)                 | 3 | 0  | 2 | 1 | 2  | 3  | −1 | 2  |
| 12.      | Gabon (GAB)                   | 3 | 0  | 2 | 1 | 1  | 3  | −2 | 2  |
| 13.      | Svájc (SUI)                   | 3 | 0  | 1 | 2 | 2  | 4  | −2 | 1  |
| 14.      | Spanyolország (ESP)           | 3 | 0  | 1 | 2 | 0  | 2  | −2 | 1  |
| 15.      | Egyesült Arab Emírségek (UAE) | 3 | 0  | 1 | 2 | 3  | 6  | −3 | 1  |
| 16.      | Új-Zéland (NZL)               | 3 | 0  | 1 | 2 | 1  | 5  | −4 | 1  |